# Massepha tessmanni
Massepha tessmanni là một loài bướm đêm trong họ Crambidae.